# ویلی براون (بازیکن فوتبال، زاده ۱۹۲۲)
ویلی براون (انگلیسی: Willie Brown; ۲۰ اکتبر ۱۹۲۲ – ۲۷ مهٔ ۱۹۷۸) بازیکن فوتبال اهل بریتانیا بود.
از باشگاه‌هایی که در آن بازی کرده‌است می‌توان به باشگاه فوتبال پرستون نورث اند و باشگاه فوتبال گریمزبی تاون اشاره کرد.